# Gerebencs
Gerebencs mára már elpusztult település, mely egykor a mai Sepsibükszád és Mikóújfalu területén feküdt, és a Mikó család ősi birtokai közé tartozott.

## Története
Nevét 1342-ben Gerebench néven említette először oklevél, melyben Hídvégi Bencenc fia Domokos fia János és Bencenc fia Mikó
arról panaszkodott, hogy a sepsi székelyek megrohanták Zsombor és Gerebencs falut, melyet kiraboltak és a jobbágyok ngó és ingatlan javait elvitték, a falu ekkor teljesen elpusztult, továbbá lerombolták Oltszemén levő házukat is.
1349-ben a falu Zsomborral közös határát megjárták. A határjáráskor körülhatárolt terület a mai Sepsibükszád és Mikóújfalu területére esik.
Az elpusztult falu neve a Mikóújfalun átfolyó Gerebencs-patak nevében maradt fenn.